# Andres Põder
Andres Põder (Hanila, 22 novembre 1949) è un arcivescovo luterano estone, primate della Chiesa di Estonia.
Põder è l'attuale arcivescovo della Chiesa evangelica luterana estone, in Estonia
 È stato eletto nel novembre 2004 ed ha preso servizio nel febbraio del 2005. La sede primaziale della Chiesa luterana dell'Estonia si trova a Tallinn, nel Duomo di Tallinn, nel cuore di Toompea.

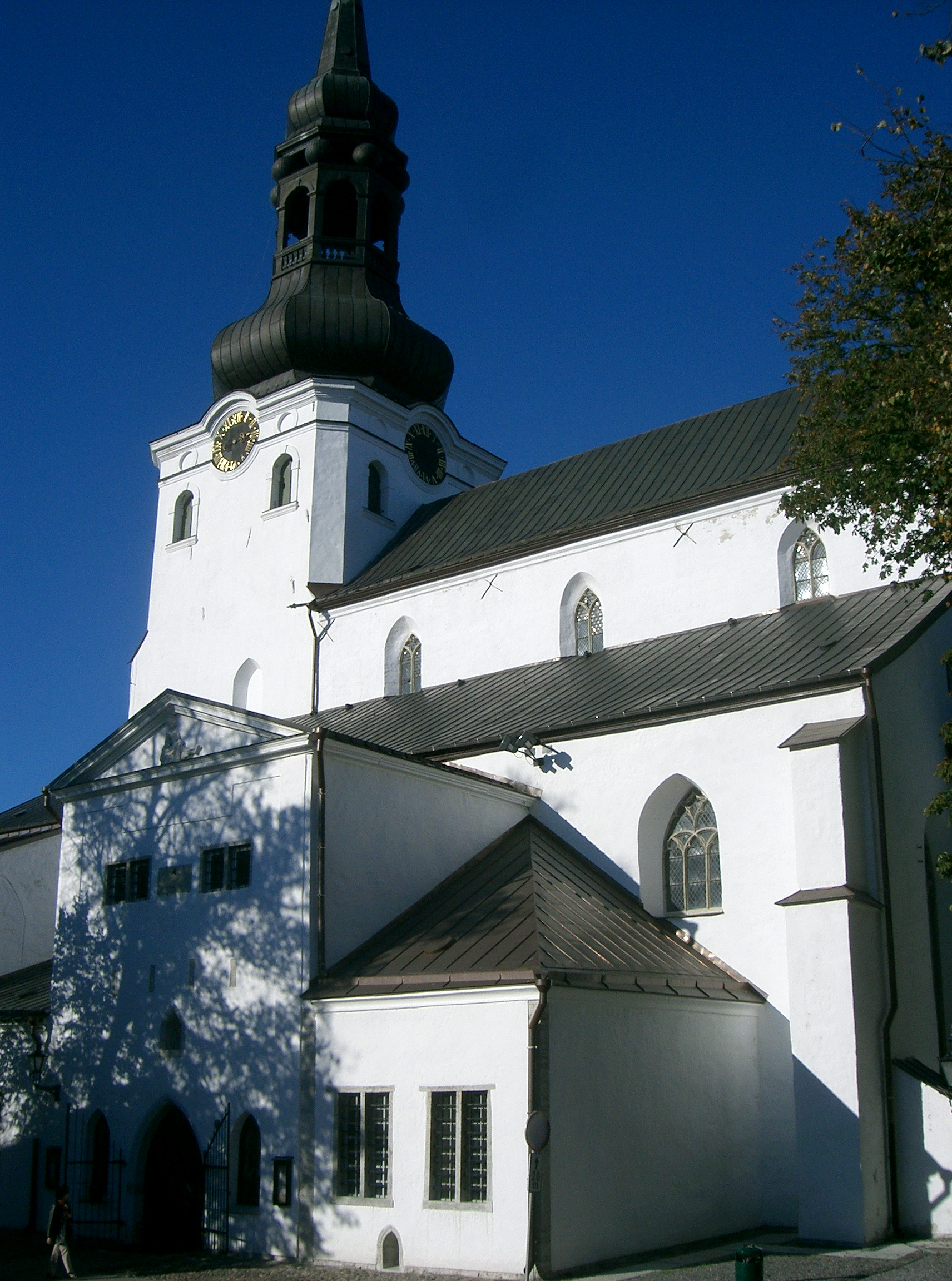
Facciata della Cattedrale di Toompea, o Duomo di Tallinn, la sede della Chiesa di Estonia.